# Château de Graville
Cet article possède un paronyme, voir Château de Grandville.
Le château de Graville est une demeure de la fin du XVIe siècle située à Vernou-la-Celle-sur-Seine, en France. Il est partiellement inscrit aux monuments historiques depuis 2006.

## Situation et accès
L’édifice est accessible par la route départementale 40 et est situé aux abords méridionaux de la forêt domaniale de Champagne, à l'ouest du territoire de la commune de Vernou-la-Celle-sur-Seine. Plus largement, il se trouve dans le département de Seine-et-Marne, en région Île-de-France.

## Histoire
Une première forteresse est élevée vers 1235 et tombe en ruines au XVIe siècle. Cette demeure est construite à partir de 1580, probablement selon les plans de l'architecte Baptiste Androuet du Cerceau. La comtesse de Lancosme en fait raser une grande partie en 1863 pour ne garder que le corps central.

## Statut patrimonial et juridique
Les façades et les toitures du château, les douves, les façades et les toitures des communs, le parc ainsi que les deux cheminées monumentales dans le vestibule et la salle à manger du château font communément l’objet d’une inscription au titre des monuments historiques par arrêté du 15 septembre 2006, en tant que propriété de la commune.